# Rambhā (actriz)
Rambha (5 de junio de 1976 en Vijayawada, Andhra Pradesh), es una actriz de cine india.
Nació el con el nombre de Viyaia Lakshmí (en telugú: విజయలక్ష్మి/రంభ).

## Vida
Primero utilizó el seudónimo era Amritha, pero se lo cambiaron a Rambha, que es el nombre de la mítica reina de las apsarás ninfas cortesanas del paraíso en el hinduismo.
La actriz Rambha ha actuado en más de 100 filmes del sur de la India y en muchos filmes de Bollywood (la inmensa industria del cine, en Bombay).
Ha actuado en películas en idioma bengalí, bhojpurí, hindi, kannada, malaialam, tamil y telugú.
Rambha es popular en los filmes de Bollywood por su asombroso parecido a Divia Bharati, una actriz que falleció en la cresta de su éxito en Bollywood. Es bizca (lo que ella considera que es un atractivo más de su rostro).